# Lá lốt
Lá lốt là cây thân thảo đa niên, có tên khoa học Piper sarmentosum, thuộc họ Hồ tiêu (Piperaceae, bao gồm các loài như trầu không, hồ tiêu). Một số địa phương còn gọi là "nốt", (ở Nam bộ có nơi gọi là "Lá lốp"). Lá lốt được dùng trong nấu ăn hoặc để trị vết thương, đắp vào chỗ đau.

## Đặc điểm
Cây lá lốt cao khoảng 30–40 cm, mọc thẳng khi còn non, khi lớn có thân dài không thể mọc thẳng mà trườn trên mặt đất. Lá đơn, có mùi thơm đặc sắc, nguyên, mọc so le, hình tim, mặt lá láng bóng, có năm gân chính phân ra từ cuống lá; cuống lá có bẹ. Hoa hợp thành cụm ở nách lá. Quả mọng, chứa một hạt.
Lá lốt thường được trồng bằng cách giâm cành nơi ẩm ướt, dọc bờ nước, để lấy lá làm gia vị và làm thuốc. Chả lá lốt, Bò nướng lá lốt là hai trong những món ăn đặc sắc của Việt Nam.
Lá và thân chứa các ancaloit và tinh dầu, có thành phần chủ yếu là beta-caryophylen; rễ chứa tinh dầu có thành phần chính là benzylaxetat.

## Công dụng
Lá lốt có vị nồng, hơi cay, có tính ấm, chống hàn (như bị lạnh bụng), giảm đau, chống phong hàn ở mức thấp, tay chân lạnh, tê tê, nôn mửa, đầy hơi, khó tiêu, đau đầu vì cảm lạnh...
Nước sắc toàn cây trị đầy bụng, nôn mửa vì bị hàn. Nước sắc rễ chữa tê thấp vì bị khí hàn. Cành lá sắc đặc ngậm chữa đau răng. Lá tươi giã nát, phối hợp với lá khế, lá đậu ván trắng, mỗi thứ 50 g thêm nước gạn uống giải độc, chữa say nắng.
Lá lốt còn được dùng để nấu nước ngâm tay chân cho người bị bệnh tê thấp, hay đổ mồ hôi tay, mồ hôi chân. Ngoài ra, việc xông hơi với lá lốt cũng là một phương pháp hiệu quả để giảm đau nhức khớp và mỏi cơ sau khi hoàn thành một cuộc đi bộ đường dài. Mùi thơm dễ chịu từ lá lốt kết hợp với hiệu ứng ấm từ hơi nước giúp cơ thể thư giãn và lưu thông khí huyết, giảm bớt căng thẳng và mệt mỏi.
Lá lốt còn là một nguyên liệu để nấu các món ăn như chả băm viên lá lốt, ốc nấu chuối đậu, canh lá lốt, bò lá lốt...

## Hình ảnh

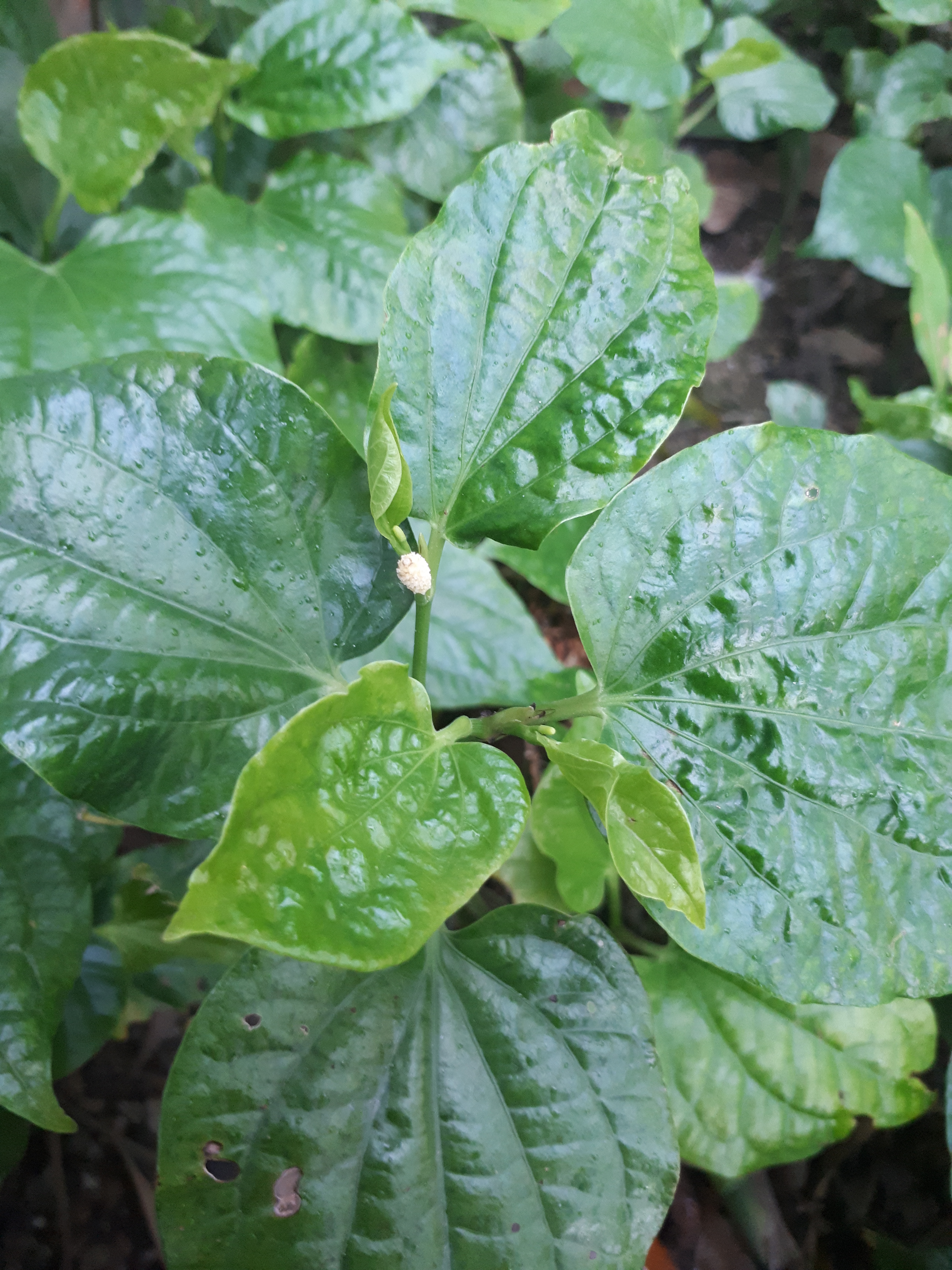
Cây lốt.
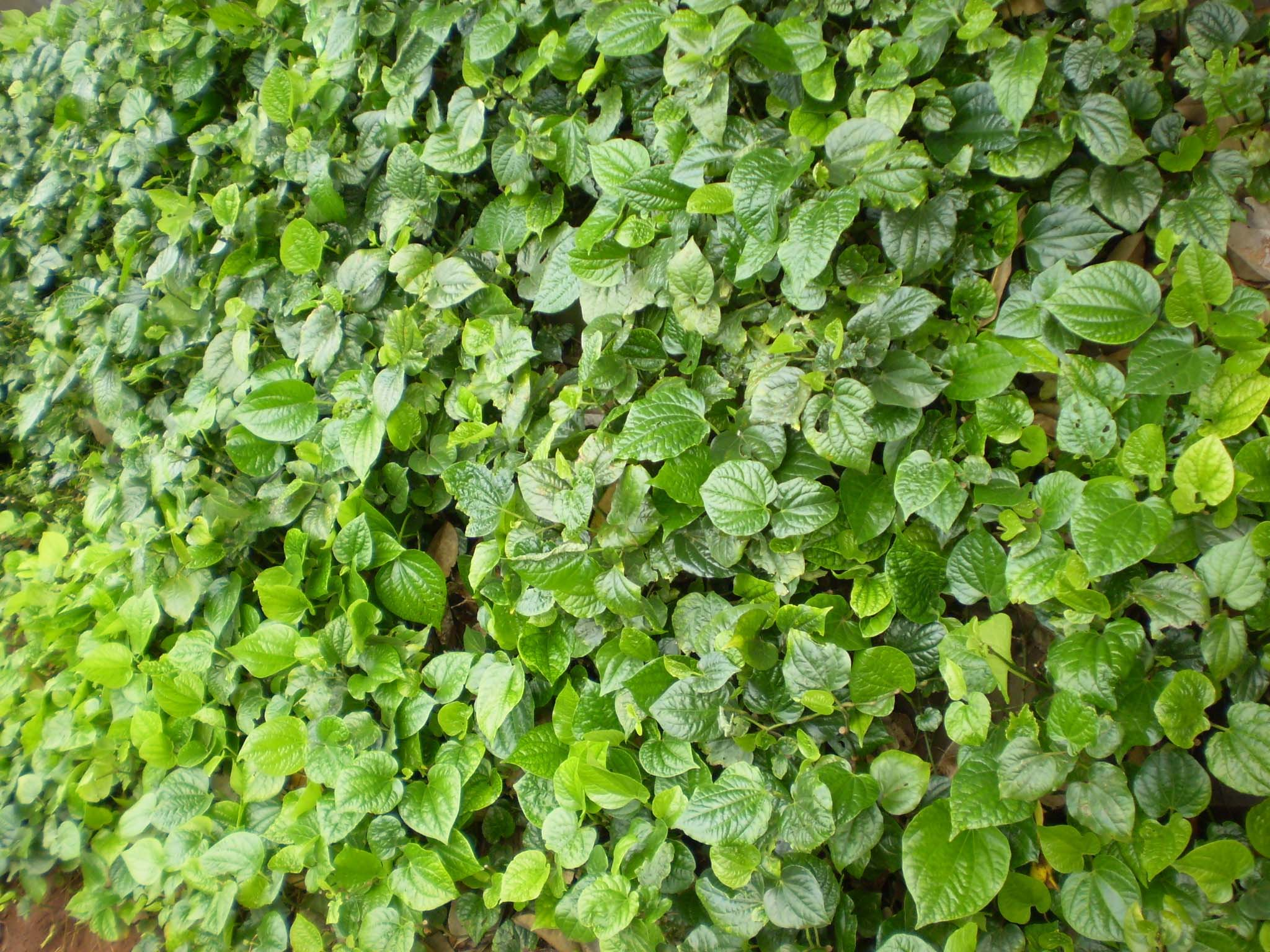
Vườn cây lá lốt.
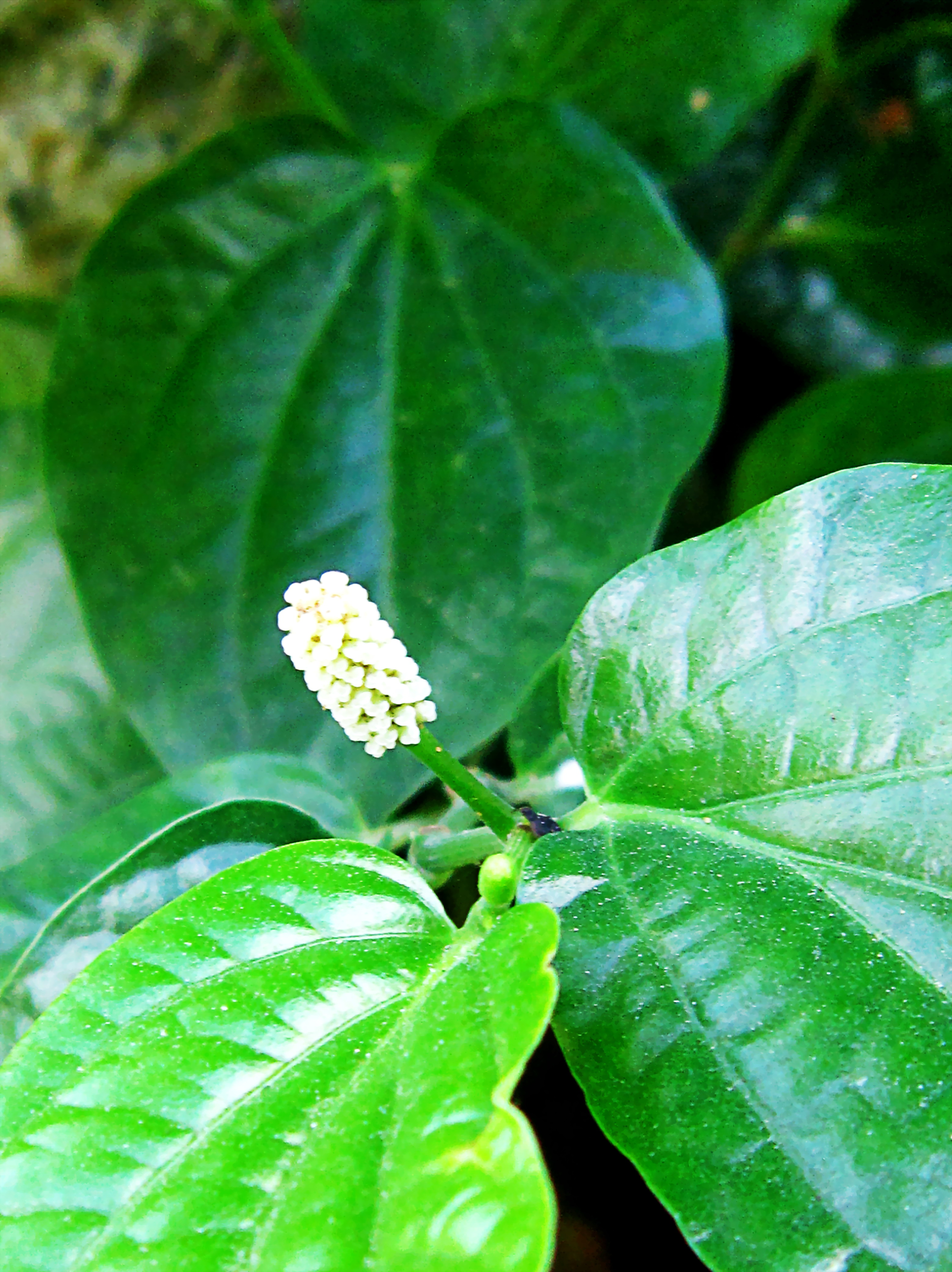
Hoa lá lốt.
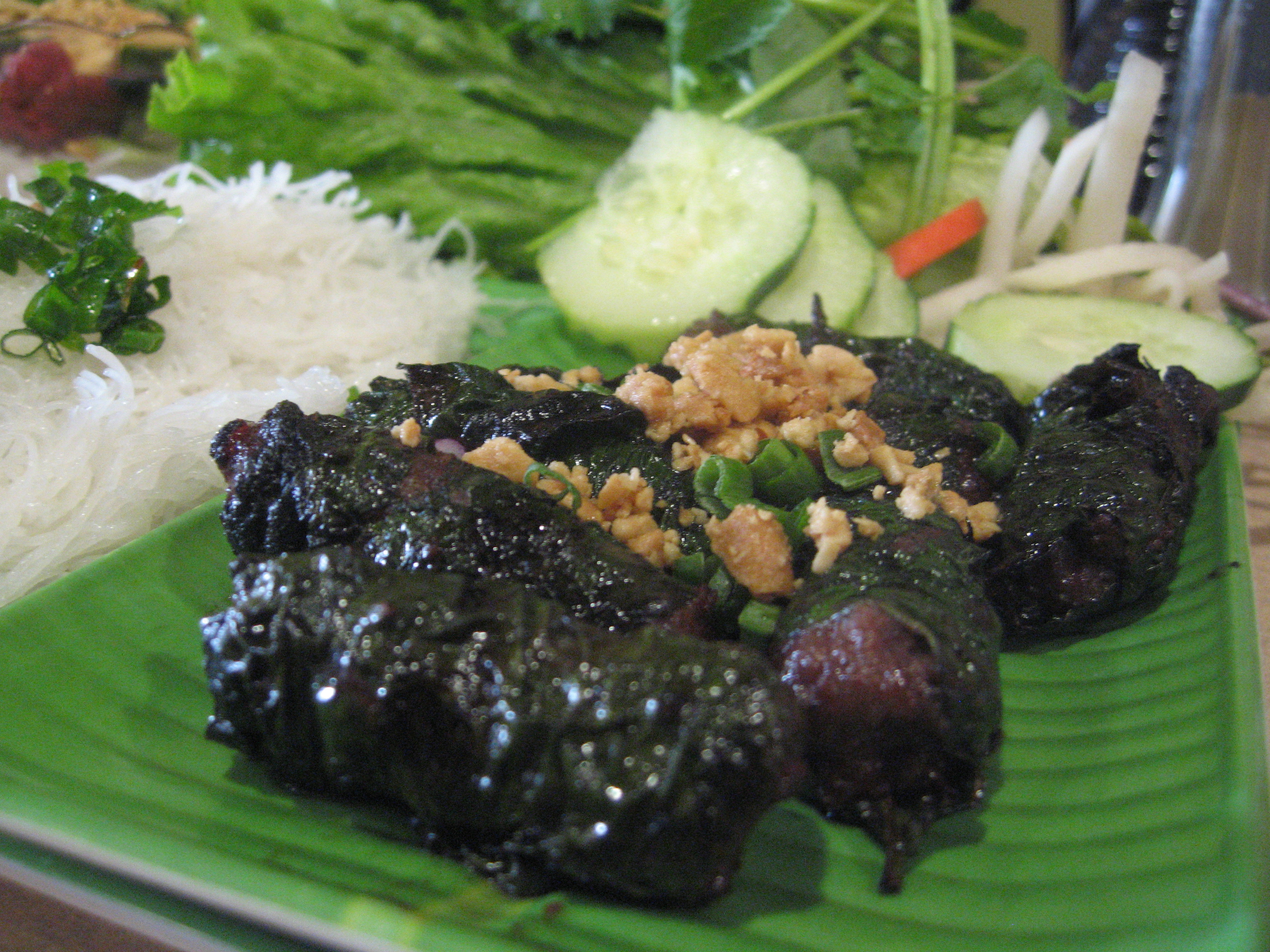
Lá lốt dùng để quấn trong món bò nướng lá lốt.
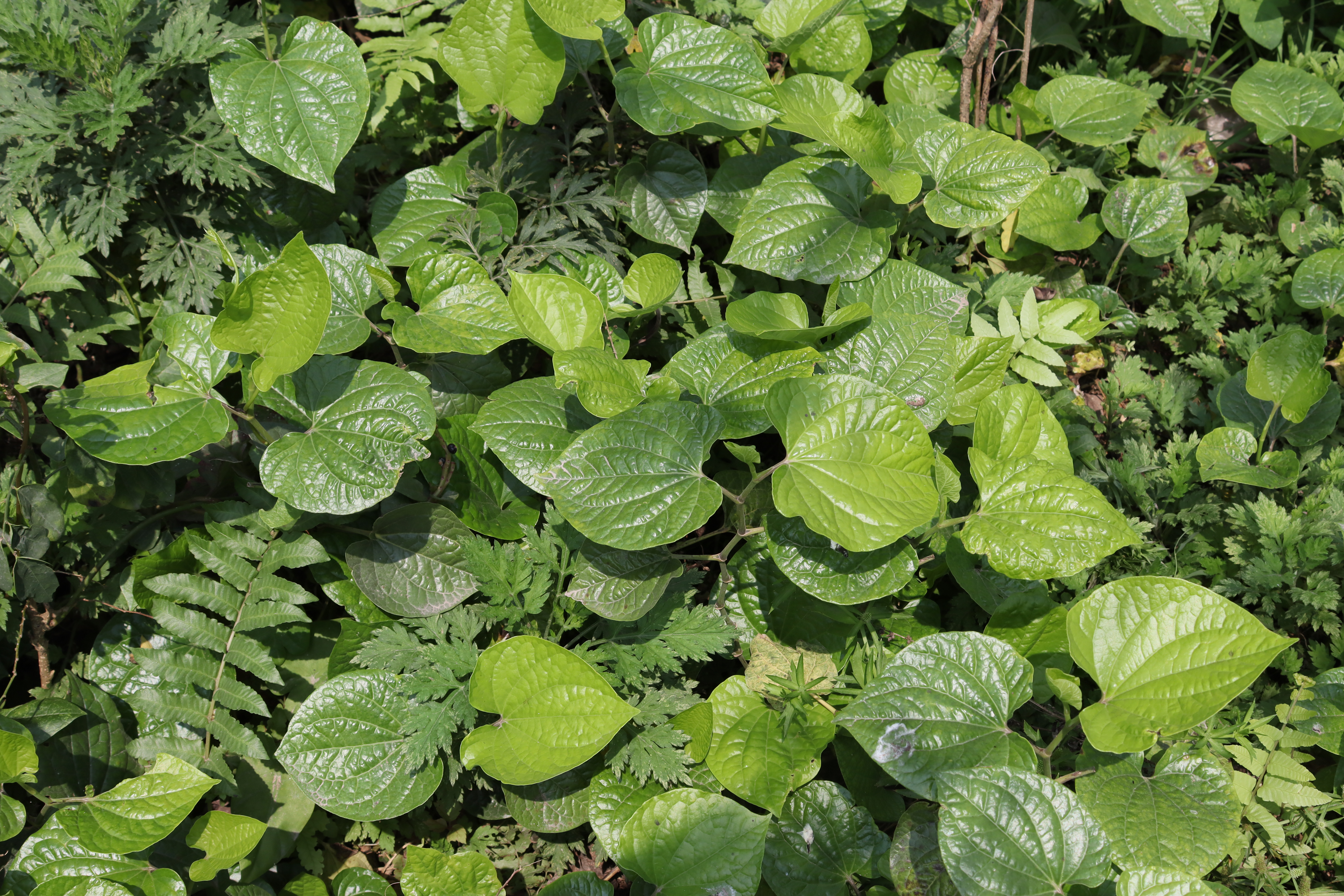